# Ichthyococcus polli
Ichthyococcus polli är en fiskart som beskrevs av Blache, 1963. Ichthyococcus polli ingår i släktet Ichthyococcus och familjen Phosichthyidae. Inga underarter finns listade i Catalogue of Life.